# Ammettenza
In elettricità l'ammettenza, in regime sinusoidale (detto a seconda dei casi corrente alternata), è la grandezza fisica che esprime il rapporto tra un fasore della corrente e un fasore della tensione. Se i fasori sono definiti su bipoli diversi (o su porte diverse di un n-porta) viene solitamente chiamata transammettenza. Comunemente è indicata con Y ed, essendo il rapporto di due fasori, è un numero complesso. È definita come
{\displaystyle {\bar {Y}}={\bar {Z}}^{-1}}
dove
Y è l'ammettenza, misurata in siemens
Z è l'impedenza, misurata in ohm
Si noti che per l'ammettenza sono stati usati storicamente anche l'unità di misura mho e il simbolo ℧ (una lettera omega maiuscola rovesciata), entrambi oggi sconsigliati.

## Descrizione
È analoga alla conduttanza in regime di corrente continua. Essa tiene conto dei fenomeni di consumo di energia elettrica e dei fenomeni di accumulo di energia elettromagnetica. L'ammettenza è descritta matematicamente da un numero complesso, la cui parte reale rappresenta il fenomeno dissipativo e corrisponde alla conduttanza, G, nella schematizzazione con elementi in serie; la parte immaginaria, detta suscettanza, B, è associata ai fenomeni energetici di accumulo. La conduttanza è un numero sempre positivo, la suscettanza può essere positiva o negativa: nel primo caso quello di energia elettrostatica (ammettenza capacitiva), nel secondo prevale l'accumulo di energia magnetica (ammettenza induttiva)
{\displaystyle {\bar {Y}}=G+jB}
Dove {\displaystyle j} è l'unità immaginaria {\displaystyle (j^{2}=-1)}
| {\displaystyle B>0}                                         | ammettenza capacitiva                                                                          |
| {\displaystyle B<0}                                         | ammettenza induttiva                                                                           |
| {\displaystyle \|{\bar {Y}}\|=Y={\sqrt {G^{2}+B^{2}}}}      | modulo dell'ammettenza, corrisponde al rapporto dei valori efficaci di corrente e tensione     |
| {\displaystyle \theta =\arctan \left({\frac {B}{G}}\right)} | l'argomento ed è l'angolo formato dai vettori rappresentativi della tensione e della corrente. |

In notazione polare, o esponenziale, l'ammettenza si rappresenta come
{\displaystyle {\bar {Y}}=Ye^{j\theta }}

### Definizione a partire dall'impedenza
L'inverso dell'ammettenza (1/Y) è detto impedenza. Mentre l'impedenza, come dice il nome, quantifica un certo ostacolo alla circolazione della corrente, l'ammettenza rappresenta al contrario un valore di facilitazione della circolazione della corrente. 
Si abbia un circuito con impedenza:
{\displaystyle {\bar {Z}}=R+jX}
dove {\displaystyle R} è la resistenza e {\displaystyle X} la reattanza. L'ammettenza Y è:
{\displaystyle {\bar {Y}}={\frac {1}{Z}}={\frac {1}{R+jX}}}
Moltiplicando numeratore e denominatore per {\displaystyle R-jX} si ottiene:
{\displaystyle {\bar {Y}}={\frac {R-jX}{R^{2}+X^{2}}}={\frac {R}{R^{2}+X^{2}}}-j{\frac {X}{R^{2}+X^{2}}}}
Ponendo {\displaystyle \quad {\frac {R}{R^{2}+X^{2}}}=G\quad \quad } e {\displaystyle \quad \quad -{\frac {X}{R^{2}+X^{2}}}=B\quad } si avrà: {\displaystyle \quad {\bar {Y}}=G+jB}
Mentre l'ammettenza è l'inverso dell'impedenza, nel caso più generale la conduttanza e la suscettanza non è detto che siano gli inversi rispettivamente della resistenza e della reattanza, essi sono inversi solo quando il carico è costituito da resistenza pura (o il circuito è risonante) o quando è nulla la componente reale. In tal caso si avrà rispettivamente:
{\displaystyle {\bar {Z}}=R\quad \quad \quad {\bar {Y}}=G={\frac {1}{R}}}
e
{\displaystyle {\bar {Z}}=jX\quad \quad \quad {\bar {Y}}=jB=-j{\frac {1}{X}}}